# Aleksandar Lutovac
Aleksandar Lutovac (serbisch-kyrillisch Александар Лутовац; * 28. Juni 1997 in Belgrad) ist ein serbischer Fußballspieler.

## Karriere

### Verein
Lutovac begann seine Karriere beim FK Rad Belgrad. Zur Saison 2015/16 rückte er in den Profikader des Erstligisten. Im September 2015 gab er dann gegen den FK Vojvodina sein Debüt in der SuperLiga. In jener Partie, die Rad mit 2:1 gewann, erzielte er auch prompt sein erstes Profitor. Bis zum Ende der Spielzeit kam er zu 23 Einsätzen, in denen er sechsmal traf. In der Saison 2016/17 erzielte er vier Tore in 31 Partien. In der Saison 2017/18 kam er zu 34 Einsätzen, in denen er elfmal traf. In der Saison 2018/19 absolvierte er 18 Spiele.
Zur Saison 2019/20 schloss Lutovac sich dem Ligakonkurrenten FK Partizan Belgrad an. In seiner ersten Saison absolvierte er für Partizan allerdings nur acht Spiele. In der Saison 2020/21 kam er zu 18 Einsätzen. In der Saison 2021/22 absolvierte er 24 Partien, in denen er einmal traf. In der Saison 2022/23 kam er bis zur Winterpause zehnmal in Serbiens Oberhaus zum Zug. Im Februar 2023 wechselte der Flügelstürmer zum österreichischen Bundesligisten SV Ried, bei dem er einen bis Juni 2024 laufenden Vertrag erhielt. Für Ried kam er zu 13 Einsätzen in der Bundesliga, aus der er mit dem Team zu Saisonende aber abstieg. Nach drei Einsätzen in der 2. Liga zu Beginn der Saison 2023/24 löste er Ende August 2023 seinen Vertrag in Ried auf.
Nach einem halben Jahr ohne Verein kehrte er im Februar 2024 nach Serbien zurück und wechselte zum FK IMT Belgrad.

### Nationalmannschaft
Lutovac spielte zwischen 2014 und 2019 für serbische Jugendnationalauswahlen. Mit der U-21-Mannschaft nahm er 2019 an der EM teil. Während des Turniers kam er zu einem Einsatz, Serbien schied allerdings punktelos in der Vorrunde aus.